# ノースバンドインタフェース
ノースバウンドインターフェイスは、アプリケーション開発者とネットワーク管理者がSDNサービスにアクセスし、ネットワーク管理タスクを実行するための統一された手段を提供するものである。さらに、よく定義されたノースバウンドインターフェースは、開発者がデータプレーンの詳細に依存しないだけでなく、様々な SDN コントローラサーバに使用可能なソフトウェアを作成することを可能にします。ノースバウンドインターフェースはアプリケーションが基盤となるネットワークスイッチの詳細を知らなくてもコントロールプレーンの機能とサービスにアクセスすることを可能にする。コンピュータネットワーク及びコンピュータ・アーキテクチャのインターフェイスコンポーネントが後成分のサウスバウンドインタフェースを使用して、より高いレベルのコンポーネントと通信することを可能にするインターフェイス。
ノースバウンドインターフェイスは、コンポーネントによって、またはコンポーネント内で使用される下位レベルの詳細（ データや関数など ）を概念化し、コンポーネントが上位レベルの レイヤーとインターフェイスできるようにする 。
アーキテクチャの概要では、ノースバウンドインターフェイスは通常、それが定義されているコンポーネントの上部に描画される。したがって、名前はノースバウンドインターフェイスである。 サウスバウンドインターフェイスは、技術的詳細の概念を分解する。そのほとんどは、アーキテクチャの単一のコンポーネントに固有のものである。 サウスバウンドインターフェイスは、アーキテクチャの概要の下部に描かれている。 

## 典型的な使用
ノースバウンドインターフェイスは、通常、 キャリアグレードのネットワークおよびテレコミュニケーションネットワーク要素にある（ユーザー入力を受け入れるインターフェイスではなく） 出力のみのインターフェイスである。 一般的に使用される言語またはプロトコルには、 SNMPおよびTL1が含まれる 。 たとえば、 syslogメッセージを送信できるが、ユーザーが構成できないデバイスは、ノースバウンドインターフェイスを実装すると言われている。 その他の例には、 SMASH 、 IPMI 、WSMAN、およびSOAPがある。 
この用語は、物理デバイス、SDNソフトウェア、およびネットワーク上で実行されているアプリケーション間の通信を容易にするために、 ソフトウェア定義ネットワーク （SDN）にとっても重要である。ノースバウンドインターフェイスは、アプリケーション開発者とネットワーク管理者がSDNサービスにアクセスしてネットワーク管理タスクを実行するための統一された手段を提供する。 さらに、明確に定義されたノースバウンドインターフェースにより、開発者はデータプレーンの詳細だけでなく、さまざまなSDNコントローラーサーバーで使用できる大部分が独立したソフトウェアを作成できる。ノースバウンドインターフェイスにより、アプリケーションは、基盤となるネットワークスイッチの詳細を知る必要なく、コントロールプレーンの機能とサービスにアクセスできる。